# بالاد (شعر)

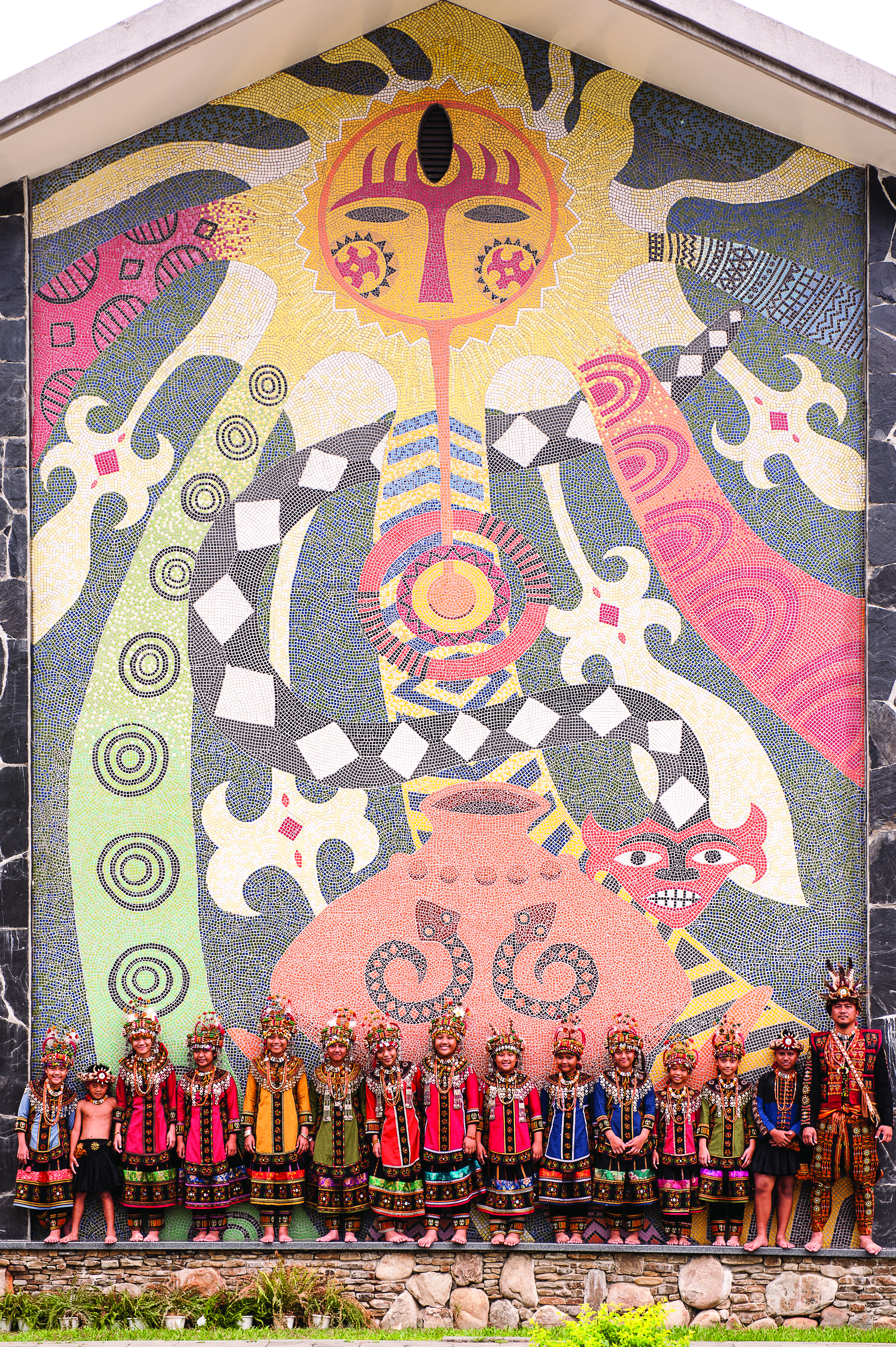
غناء القصائد القديمة في تايوو

البالاد في الشعر هي قصيدة ذات ثلاثة مقاطع. تسمى أيضا القصيدة القصصية وهي قصة أقصر من الملحمة وهي تحفظ وتنشد (وربما كان الأغلب عليها في الأيام الأولى أن تغنى) في جلسة واحدة. وهي تتناول مغامرة أو واقعة واحدة لقصة شعبية. وكذلك يوحي أصل كلمة بالاد بالرقص، ومنها رقص الباليه المعروف. ومعنى هذا أن البالاد كانت قصة تنشد أو تغنى في أثناء الرقص وعلى ايقاعه. ولكنها في نماذجها الحديثة قد استقلت عن الرقص وعن الغناء على السواء، وهي أقرب إلى أن تقوم بمهمة القصة القصيرة حين تتوجه إلى موضوع شعبي.
وإذا كنا لا نجد للملحمة نماذج مباشرة في الأدب العربي فإن الأمر يختلف بالنسبة لشعر البالاد. وبعض الدراسين يجد في الشعر العربي محاولات قريبة الشبه من هذا النوع الشعري، تتمثل له في شعر الصعاليك في العصر الجاهلي، وشعر هذيل، وفي شعر عمر بن أبي ربيعة، وغيرهم. على أننا نجد محاولات معاصرة في الأدب العربي لكتابة القصة الشعرية، كمحاولات الشاعر خالد الجرنوسي، إلا أن هذا اللون غير رائج، لأن القصة القصيرة النثرية تملأ الميدان.